# Банк Апоалим
Банк Апоалим (ивр. בנק הפועלים‎ — «Банк Рабочих») — крупнейший банк Израиля.

## История
Банк «Апоалим Лтд.» был основан 20 ноября 1921 года центральными органами ишува того времени — Всемирной сионистской организацей и Всеобщим профсоюзом еврейских рабочих в Эрец-Исраэль (организациями «World Zionist Organization» и «Histadrut» (National Israeli Trade Union). В 1925 году банк отделился от Сионистской организации, полностью сосредоточившись на поддержке еврейских кооперативов, в частности киббуцев. Наплыв еврейских иммигрантов с их сбережениями способствовал экономическому росту Палестины в конце 1920-х и начале 1930-х годов, но и привёл к росту напряжённости в регионе. С 1937 года всё большее влияние на банк и регион в целом начали оказывать США, в частности в 1941 году была банком была создана American-Palestine Trading Corporation (AMPAL, Американо-Палестинская торговая корпорация), к 1946 году её капитал достиг 2 млн долларов. В 1950 году банк поглотил кредитное общество Тель-Авива, и к 1961 году вобрал в себя все кредитные общества Израиля. В 1960-х годах банк начал наращивать сеть отделений, также были открыты представительства в Швейцарии и странах Латинской Америки.
В середине 1960-х годов в экономике Израиля начался кризис, и Банк Апоалим начал международную экспансию. В 1971 году было открыто отделение в Лондоне, за ним последовали отделения в других странах Европы, Северной и Южной Америки. Рост требовал привлечения новых инвесторов, для првышения привлекательности своих акций с 1972 года Банк Апоалим, как и другие банки Израиля, начал спекулировать собственными акциями для повышения их стоимости. К началу 1980-х годов на акции банков приходилось более половины капитализации фондовой биржи Тель-Авива. В 1983 году началась резкая девальвация шекеля, и инвесторы начали массово продавать акции, чтобы вложиться в доллары. 6 октября банки Израиля должны были выкупить своих акций на 1 млрд долларов. Банк Апоалим, на то время второй крупнейший в стране, оказался на грани банкротства. Для избежания коллапса банковской отрасли правительство Израиля вынуждено было гарантировать выкуп акций, и вскоре крупнейшие банки страны оказались национализированы, что обошлось правительству 7 млрд долларов. Приватизация Банка Апоалим началась в мае 1993 года и была полностью завершена в 2000 году. Контрольный пакет акций банка был куплен консорциумом, включавшим семьи Арисон и Данкер. В 2001 году в Нью-Йорке был основан дочерний Signature Bank.
В ноябре 2006 года банк развернул деятельность в Турции.
23 октября 2007 года по результатам ежегодного опроса экономического журнала Global Finance Банку «Апоалим» присвоено звание «Лучший банк Израиля» среди банков, работающих на развивающихся рынках.
21 ноября 2007 года была совершена сделка по приобретению Банком «Апоалим» казахстанского Demir Kazakhstan Bank (DKB). Это первый в Казахстане и в Центральной Азии банк, переходящий под контроль израильского банка. Сумма вложений в DKB составит около $70 млн, из них $56 млн будут выплачены продавцам, а $14 млн пойдут на увеличение собственного капитала банка до $40 млн сразу же после осуществления сделки
.
17 июля 2008 года израильский банк Hapoalim договорился о покупке 78 процентов акций российского СДМ-банка за $111 млн, однако 19.01.2009 Банк Hapoalim отказался от приобретения российского СДМ-Банка. Причиной срыва сделки стало её блокирование Центробанком Израиля, пишет газета The Wall Street Journal. В ЦБ Израиля решили, что приобретение нецелесообразно в условиях замедления российской экономики и глобального финансового кризиса.
К 2020 году почти вся зарубежная деятельность была свёрнута, в частности в 2017 году в Швейцарии началась ликвидация дочерней компании по оказанию услуг частного банкинга, а в 2020 году продана доля в турецком Bank Positif.

## Деятельность
Деятельность банка сосредоточена в Израиле, зарубежная активность представлена только отделением в Нью-Йорке. Активы банка на конец 2020 года составили 540 млрд шекелей ($168 млрд), из них 302 млрд пришлось на выданные кредиты (из них треть ипотечные), 139 млрд — на наличные и депозиты в других банках, 72 млрд — на ценные бумаги (на 43 млрд гособлигаций Израиля, на 9 млрд гособлигаций США); принятые депозиты составили 435 млрд шекелей. Чистый процентный доход в 2020 году составил 8,8 млрд шекелей (доход 10,3 млрд, расход 1,5 млрд), комиссионный доход составил 3,3 млрд шекелей.

## Дочерние компании
Poalim Capital Markets Group
- Кредитные компании — «Юропэй (Юрокард) Исраэль», «Поалим Экспресс» и «Аминит».
- Компания по управлению инвестиционными портфелями — компания «Пеилим».
- Инвестиционный банк «Поалим Шукей Хон» действует на израильском рынке с 1990 года. Вместе со своим стратегическим партнёром, американским инвестиционным банком «Уильям Блэр», «Поалим Шукей Хон» предлагает широкий спектр банковских услуг для инвестиций, в том числе публичные размещения акций в Израиле и за рубежом, слияния и поглощения в Израиле и за рубежом, частные размещения акций, исследовательская деятельность, реорганизация и реструктурирование компаний и финансовые решения.
- «Поалим анпакот», дочерняя компания, полностью принадлежащая банку, занимается сбором средств посредством выпуска облигаций и долговых обязательств и вкладывания их в банк.
- «Поалим Шерутей Неэманут» — компания, предоставляющая трастовые услуги[4].

## Особенности
- Интернет-банк, приложения банка, а также поддержка клиентов доступны только на иврите.
- Банк блокирует доступ для ряда стран.